# FDJ-BigMat/2012
Dit is een overzicht van de samenstelling van de FDJ-Big Mat-wielerploeg in 2012. FDJ-Big Mat werd dit jaar een UCI World Tour-team.

## Algemeen
Sponsor: La Française des Jeux, BigMat
Algemeen manager: Marc Madiot
Ploegleiders: Thierry Bricaud, Martial Gayant, Yvon Madiot, Franck Pineau
Fietsmerk: Lapierre
Materiaal en banden: Shimano, Hutchison
Kleding: MOA
Budget: niet bekend
Kopmannen: Arnaud Démare, Pierrick Fédrigo, Jawhen Hoetarovitsj

## Renners
| Naam                | Geboortedatum | Nationaliteit | Ploeg 2011         |
| ------------------- | ------------- | ------------- | ------------------ |
| William Bonnet      | 25-06-1982    | Frankrijk     |                    |
| Nacer Bouhanni      | 25-07-1990    | Frankrijk     |                    |
| David Boucher       | 17-03-1980    | Frankrijk     | Omega Pharma-Lotto |
| Sandy Casar         | 02-02-1979    | Frankrijk     |                    |
| Steve Chainel       | 06-09-1983    | Frankrijk     |                    |
| Arnaud Courteille   | 13-03-1989    | Frankrijk     |                    |
| Mickaël Delage      | 06-08-1985    | Frankrijk     |                    |
| Arnaud Démare       | 26-08-1991    | Frankrijk     |                    |
| Kenny Elissonde     | 22-07-1991    | Frankrijk     | Stagiair FDJ       |
| Pierrick Fédrigo    | 30-11-1978    | Frankrijk     |                    |
| Arnaud Gérard       | 06-10-1984    | Frankrijk     |                    |
| Anthony Geslin      | 09-06-1980    | Frankrijk     |                    |
| Frédéric Guesdon    | 14-10-1971    | Frankrijk     |                    |
| Jawhen Hoetarovitsj | 29-11-1983    | Wit-Rusland   |                    |
| Arnold Jeannesson   | 16-01-1986    | Frankrijk     |                    |
| Matthieu Ladagnous  | 12-12-1984    | Frankrijk     |                    |
| Francis Mourey      | 08-12-1980    | Frankrijk     |                    |
| Yoann Offredo       | 12-11-1986    | Frankrijk     |                    |
| Rémi Pauriol        | 04-04-1982    | Frankrijk     |                    |
| Cédric Pineau       | 08-05-1985    | Frankrijk     |                    |
| Thibaut Pinot       | 29-05-1990    | Frankrijk     |                    |
| Gabriel Rasch       | 08-04-1976    | Noorwegen     |                    |
| Dominique Rollin    | 29-10-1982    | Canada        |                    |
| Anthony Roux        | 18-04-1987    | Frankrijk     |                    |
| Jérémy Roy          | 22-06-1983    | Frankrijk     |                    |
| Geoffrey Soupe      | 22-03-1988    | Frankrijk     |                    |
| Benoît Vaugrenard   | 05-01-1982    | Frankrijk     |                    |
| Jussi Veikkanen     | 29-03-1981    | Finland       |                    |
| Arthur Vichot       | 26-11-1988    | Frankrijk     |                    |

## Belangrijke overwinningen
| Ster van Bessèges 1e etappe: Nacer Bouhanni Ronde van Qatar 6e etappe: Arnaud Démare Boucles du Sud Ardèche Winnaar: Rémi Pauriol GP Samyn Winnaar: Arnaud Démare Driedaagse van West-Vlaanderen 2e etappe: Arnaud Démare GP Cholet Winnaar: Arnaud Démare Internationaal Wegcriterium 3e etappe: Pierrick Fédrigo Omloop van Lotharingen 1e etappe: Nacer Bouhanni Eindklassement: Nacer Bouhanni Critérium du Dauphiné 5e etappe: Arthur Vichot Route du Sud 2e etappe: Arnaud Démare Halle-Ingooigem Winnaar: Nacer Bouhanni | NK wielrennen Frankrijk - wegwedstrijd: Nacer Bouhanni Wit-Rusland - wegwedstrijd: Jawhen Hoetarovitsj Ronde van Frankrijk 8e etappe: Thibaut Pinot 15e etappe: Pierrick Fédrigo Ronde van Wallonië 1e etappe: Nacer Bouhanni Parijs-Corrèze 2e etappe: Kenny Elissonde Ronde van de Ain 1e etappe: Jawhen Hoetarovitsj 2e etappe A: Jawhen Hoetarovitsj 5e etappe: Thibaut Pinot Ronde van de Limousin 4e etappe: Jérémy Roy Vattenfall Cyclassics Winnaar: Arnaud Démare Eurométropole Tour 4e etappe: Nacer Bouhanni |

1997 · 1998 · 1999 · 2000 · 2001 · 2002 · 2003 · 2004 · 2005 · 2006 · 2007 · 2008 · 2009 · 2010 · 2011 · 2012 · 2013 · 2014 · 2015 · 2016 · 2017 · 2018 · 2019 · 2020 · 2021 · 2022 · 2023 · 2024 · 2025
AG2R-La Mondiale · Astana · BMC Racing Team · Euskaltel-Euskadi · FDJ-Big Mat · Team Garmin-Sharp-Barracuda · Katjoesja · Lampre-ISD · Liquigas-Cannondale · Lotto-Belisol · Team Movistar · Omega Pharma-Quick Step · Orica-GreenEdge · Rabobank · RadioShack-Nissan-Trek · Saxo Bank-Tinkoff Bank · Sky ProCycling · Vacansoleil-DCM